# Euthystiroides dalianensis
Euthystiroides dalianensis is een rechtvleugelig insect uit de familie veldsprinkhanen (Acrididae). De wetenschappelijke naam van deze soort is voor het eerst geldig gepubliceerd in 1995 door Zhang & Zheng.